# Biblioteca Nacional da Estônia
Biblioteca Nacional da Estônia (em estoniano:  Eesti Rahvusraamatukogu) é uma instituição pública nacional na Estônia, que opera de acordo com a Lei da Biblioteca Nacional da Estônia (em estoniano:  Eesti Rahvusraamatukogu seadus). Foi criada como a biblioteca parlamentar (em estoniano:  parlamendiraamatukogu) da Estônia em 21 de dezembro de 1918.
De acordo com a lei, a Biblioteca Nacional da Estônia é a guardiã da memória e do patrimônio nacional da Estônia, e atua como o centro de repositório da literatura e da bibliografia nacional da Estônia, o principal provedor de informações do parlamento da Estônia e de muitas outras instituições constitucionais, uma organização nacional, centro de bibliotecas e ciências da informação, um site para a educação continuada de bibliotecários e também como um centro cultural.
Desde 16 de setembro de 2008, a diretora-geral da Biblioteca Nacional é Janne Andresoo.

## Funções
A Biblioteca Nacional da Estônia é:
- uma biblioteca nacional, coletando, armazenando e tornando acessíveis ao público os documentos publicados na Estônia ou sobre a Estônia, independentemente de seu local de publicação, mantendo bancos de dados nacionais da bibliografia nacional da Estônia e estatísticas da produção impressa da Estônia, servindo como ISSN, ISBN e Agência ISMN ;
- uma biblioteca parlamentar, fornecendo serviços de informação para o Riigikogu, o Governo da República, o Gabinete do Presidente da República e as autoridades estaduais;
- uma biblioteca de pesquisa, fornecendo informações para atividades de pesquisa em ciências humanas e sociais e vários serviços de informação;
- um centro de pesquisa e desenvolvimento de bibliotecas, fornecendo informações sobre bibliotecas e ciência da informação, coordenando atividades de pesquisa e desenvolvimento e padronização de bibliotecas na Estônia, organizando pesquisas e treinamentos para usuários, além de treinamento profissional adicional para o pessoal das bibliotecas da Estônia, publicando materiais em bibliotecas e livros Science e o jornal de bibliotecas da Estônia, Raamatukogu, organizando pesquisas nacionais sobre estatísticas de bibliotecas e participando ativamente da cooperação internacional em bibliotecas;
- um centro cultural, onde são realizadas várias exposições de livros e arte, além de conferências, concertos, apresentações de teatro, noites de cinema e outras atividades culturais.

## Serviços de informação
A Biblioteca Nacional da Estônia fornece serviços de informação nos seguintes campos:
- humanidades : história, etnologia, filosofia, folclore, psicologia, religião, cultura, linguística e ciências literárias, literatura estoniana e estrangeira, arte, música, cinema, teatro, etc.
- ciências sociais : economia, direito, política, ciência política, sociologia, etc.
- organizações internacionais : União Europeia, Organização Mundial do Comércio (OMC), Organização Mundial da Saúde (OMS), Nações Unidas (ONU), Fundo Monetário Internacional (FMI), etc.
- tribunais internacionais : Tribunal de Justiça das Comunidades Europeias, Tribunal Internacional de Justiça (CIJ), etc.
- ciências da informação : ciência da informação, biblioteconomia, biblioteconomia, história do livro, etc.
- cartografia e geografia.

Especialistas em coleções de livros raros oferecem consultas sobre livros antigos. Existem também serviços de arquivo com base na instituição e coleções pessoais localizadas na Biblioteca, serviços de conservação e serviços de encadernação disponíveis.

### Biblioteca eletrônica
A biblioteca eletrônica é desenvolvida desde meados da década de 1990 e está disponível na página inicial da Biblioteca Nacional da Estônia. Permite que os leitores:
- usem o catálogo eletrônico ESTER;
- solicitem informações sobre bancos de dados licenciados e revistas eletrônicas;
- submetam inquéritos no campo das ciências humanas e sociais;
- leiam publicações on-line, visite exposições eletrônicas e adquira as publicações da Biblioteca;
- familiarizar-se com coleções digitais;
- utilizem os recursos de informação da Biblioteca Europeia

Alguns serviços estão disponíveis apenas para os leitores registrados da Biblioteca Nacional. Eles podem:
- reservar livros, revistas, música escrita e outros itens;
- renovar a data de vencimento dos livros;
- encomendar cópias;
- encomendar itens através de empréstimo entre bibliotecas.

## Coleções
Em 1º de janeiro de 2007, a coleção da Biblioteca Nacional da Estônia incluía 3,4 milhões de itens, incluindo:
- 1.975.981 volumes de livros;
- 302.988 conjuntos anuais de periódicos;
- 20.954 itens de materiais cartográficos;
- 117.777 itens de partituras;
- 180.062 itens de arte gráfica;
- 7.203 itens de manuscritos e documentos de arquivo;
- 2.635 itens de padrões;
- 481.088 itens de folhetos;
- 43.477 itens de materiais audiovisuais;
- 1.852 itens de materiais eletrônicos;
- 27.198 itens de microformas;

Desde 1919, a Biblioteca Nacional tem o direito de receber cópias legais de todas as publicações impressas na Estônia.

### Raridades
Publicações na língua estoniana impressas antes de 1861 e publicações em línguas estrangeiras impressas antes de 1831, incluindo oito incunábulos e 1.500 publicações dos séculos XVI e XVII, são armazenadas na Coleção de Livros Raros. Publicações posteriores incluem uma seleção de cópias com autógrafos, emendas de manuscritos e marcas de propriedade, cópias de censores, encadernações artísticas, publicações bibliófilas e de luxo. Além de 28.000 publicações raras, a coleção inclui 150 manuscritos. Pesquisas sobre livros antigos são realizadas na biblioteca há mais de 50 anos.
O livro mais antigo da coleção de livros raros é uma obra de Lambertus de Monte, teólogo de Colônia, - Copulatasuper tres libros Aristotelis De Anima...(Colônia, 1486). A publicação mais antiga da Estônia é o livro de sermões de Heinrich Stahl, Leyen Spiegel (Reval, 1641-1649), com textos paralelos em estoniano e em alemão.

## História
Em 21 de dezembro de 1918, o Governo Provisório da República da Estônia tomou a decisão de estabelecer a Biblioteca Estadual. A coleção principal da Biblioteca era de cerca de 2.000 títulos necessários para a legislação e o governo, e os primeiros usuários foram os membros do Parlamento ( Riigikogu ). A Biblioteca estava situada em duas pequenas salas do edifício do Parlamento no Castelo Toompea.
Durante a República Independente da Estônia, de 1918 a 1940, a Biblioteca se desenvolveu e cresceu rapidamente. Em 1919, a Biblioteca começou a receber uma cópia do depósito legal de todos os materiais impressos publicados na Estônia. Em 1921, os primeiros acordos de intercâmbio internacional foram concluídos. Em 1935, a Biblioteca Estadual estabeleceu uma coleção de arquivos de todas as publicações na língua estoniana e sobre a Estônia. Este foi o início de uma aquisição sistemática de material impresso na Estônia e nos países bálticos. Na década de 1930, a Biblioteca Estadual começou a desempenhar mais funções do que as de uma biblioteca parlamentar - as coleções continham cerca de 50.000 itens e os leitores incluíam intelectuais, figuras culturais e públicas de destaque.
Com a ocupação soviética, a Biblioteca tornou-se uma biblioteca pública regular, conhecida sob o nome de Biblioteca Estadual da SSR da Estônia . O papel da Biblioteca mudou consideravelmente: todos os links com países estrangeiros e suas bibliotecas foram cortados, e as publicações russas predominaram, consistindo principalmente de cópias de depósitos de toda a União. A maior parte das publicações estonianas e estrangeiras foi colocada em coleções de acesso restrito. Entre 1948 e 1992, a Biblioteca foi alojada na antiga Casa da Cavalaria da Estônia, no centro histórico de Tallinn.
Em 1953, a Biblioteca recebeu o nome de Friedrich Reinhold Kreutzwald, líder das letras do Despertar Nacional da Estônia e autor do épico nacional da Estônia, Kalevipoeg. As coleções já somavam um milhão de itens.
O movimento de libertação iniciado nos Países Bálticos nos anos 80 e a restauração da República independente da Estônia em 20 de agosto de 1991 mudaram consideravelmente o papel da Biblioteca.
Em 1988, a Biblioteca Estadual Friedrich Reinhold Kreutzwald foi renomeada para Biblioteca Nacional da Estônia com a missão de coletar, preservar e fornecer acesso a todos os documentos publicados na língua e na Estônia, além de informações sobre a Estônia.
Em 1989, o status legal da Biblioteca como biblioteca parlamentar foi restaurado com a obrigação de fornecer serviços de informação para o Riigikogu e o Governo. A atual Biblioteca Nacional da Estônia é uma pessoa jurídica de direito público]], que opera de acordo com a Lei da Biblioteca Nacional da Estônia, adotada em 1998 e alterada em 2002 e 2006, e seus Estatutos. Seu órgão de tomada de decisão colegiada é o Conselho Nacional da Biblioteca, com membros nomeados pelo Riigikogu.

### Prédio da biblioteca
O edifício da Biblioteca Nacional de Tõnismägi em Tallinn, projetado especialmente para a biblioteca, foi construído entre 1985 e 1993. O arquiteto do edifício é Raine Karp e seu designer de interiores é Sulev Vahtra . O prédio de oito andares com dois andares abaixo do nível do solo é até agora a maior biblioteca dos países bálticos. Abriga 20 salas de leitura com 600 lugares para os leitores, uma grande sala de conferências, uma sala de teatro e inúmeras áreas de exibição. As pilhas da Biblioteca são projetadas para armazenar cinco milhões de volumes. Todas as pilhas estão equipadas com prateleiras e ar condicionado, adequados para preservar os documentos.